# Калинин, Алексей Александрович
Алексе́й Алекса́ндрович Калинин (27 января  1919 – 26 июня 1941) — стрелок-радист 2-й эскадрильи 207-го дальнебомбардировочного авиационного полка 42-й дальнебомбардировочной авиационной дивизии 3-го бомбардировочного авиационного корпуса Дальнебомбардировочной авиации, старший сержант. Погиб во время боевого вылета, по одной из версий — в результате тарана немецкой механизированной колонны.

## Биография
Родился в 1919 году в селе Нижняя Пёша  Мезенского уезда Архангельской губернии. Ненец. В 1939 году призван в ряды Красной Армии. Окончил школу младших авиационных специалистов и в 1941 году в звании старшего сержанта был назначен на должность стрелка-радиста в 4-ю эскадрилью 207-го полка в экипаж командира эскадрильи Николая Гастелло (с 24 июня экипаж Н. Гастелло — в составе 2-й эскадрильи 207-го авиаполка).

### Гибель
26 июня 1941 года на ДБ-3Ф при нанесении удара по вражеской колонне на шоссе Молодечно — Радошковичи бомбардировщик ДБ-3Ф был подбит. Вместе с Алексеем Калининым, стрелком-радистом, погибли все члены экипажа: капитан Н. Ф. Гастелло, лейтенант А. А. Бурденюк, лейтенант Г. Н. Скоробогатый. По официальной версии времён СССР, вражеский снаряд повредил топливный бак, и командир экипажа Николай Гастелло направил горящий самолёт на вражескую колонну.

## Награды
- Орден Отечественной войны I степени (1958, посмертно). Указ Президиума Верховного Совета СССР от 25.01.1958.